# Lior
Lior Attar, mieux connu simplement sous le nom de Lior est un auteur-compositeur-interprète australien indépendant basé à Melbourne. Il est surtout connu pour son premier album studio en 2005, Autumn Flow, et pour la chanson "Hoot's Lullaby".

## Biographie
Lior naît à Rishon LeZion, en Israël. La famille déménage à Sydney quand il a 10 ans, et s'installe à Lane Cove. Lior étudie au lycée de Killara et à l'Université de Nouvelle-Galles du Sud.
En 2014, Lior est un des artistes qui a participé au Australia Day Live Concert.

## Discographie

### Albums

#### Albums studio
| Titre                     | Détails de l'album                                                                        | Meilleure position | Certifications |
| Titre                     | Détails de l'album                                                                        | AUS                | Certifications |
| ------------------------- | ----------------------------------------------------------------------------------------- | ------------------ | -------------- |
| Autumn Flow               | - Sortie : octobre 2004 - Label : Senso Unico (SENSOCD444) - Format : CD                  | 45                 | - ARIA: Gold   |
| Corner of an Endless Road | - Sortie : février 2008 - Label : Senso Unico (SENSOCD888) - Format : CD, DD              | 13                 |                |
| Tumbling into the Dawn    | - Sortie : octobre 2010 - Label : Senso Unico (SENSOCD111) - Format : CD, DD              | 26                 |                |
| Scattered Reflections     | - Sortie : mars 2014 - Label : Senso Unico (SENSOCD333) - Format : CD, DD                 | 23                 |                |
| Between You and Me        | - Sortie : septembre 2018 - Label : Senso Unico (SENSOCD369) - Format : CD, DD, streaming | -                  |                |

#### Albumslive
| Titre                                                        | Détails de l'album |
| ------------------------------------------------------------ | --- |
| Doorways of My Mind                                          | - Sortie : février 2006 - Label : Senso Unico (SENSOCD666) - Format : CD - Enregistré en direct au Northcote Social Club en novembre 2005              |
| Compassion (avec Nigel Westlake & Sydney Symphony Orchestra) | - Sortie : novembre 2013 - Label : ABC Classics (ABC0678) - Format : CD, digital download - Enregistré en direct à l'Opéra de Sydney en septembre 2013 |

#### Autres albums
| Titre | Détails de l'album                                                                                 |
| --- | -------------------------------------------------------------------------------------------------- |
| A Piece of Quiet (The Hush Collection, Vol 16) (avec Lior, The Idea of North et Elena Kats-Chernin )                      | - Sortie : octobre 2016 - Label : ABC Classics (4814581) - Format : CD, téléchargement numérique   |
| Ali's Wedding (bande originale) ( Nigel Westlake & Sydney Symphony Orchestra avec Joseph Tawadros, Slava Grigoryan & Lio) | - Sortie : septembre 2017 - Label : ABC Classics (4815738) - Format : CD, téléchargement numérique |

#### Albums de compilation
| Titre | Détails de l'album                                                                    |
| ----- | ------------------------------------------------------------------------------------- |
| 3-2-1 | - Sortie : 2011 (Europe uniquement) - Label : Rough Trade (SENSOCD999C) - Format : CD |